# Dusona flagellator
Dusona flagellator là một loài tò vò trong họ Ichneumonidae.